# 中村大伸
中村 大伸（なかむら だいしん、1966年2月11日 - ）は、神奈川県横浜市南区出身の元社会人野球選手（外野手）。左投左打。
1996年アトランタオリンピック野球日本代表主将。

## 来歴・人物
小学校4年の時に「永田オックス」で野球を始め、横浜市立永田中学校時代に投手から外野手に転向。
横浜市立横浜商業高等学校では2年春からベンチ入りし、2年秋からエース三浦将明擁するチームの主力となる。3年春（1983年）には第55回選抜高等学校野球大会では5番センターで出場、水野雄仁 擁する池田高に敗れ、準優勝を果たした。
春夏連続出場した夏の第65回全国高等学校野球選手権大会でも5番センターで、決勝戦で桑田真澄、清原和博のKKコンビ擁するPL学園高に敗れ、惜しくも春夏連続準優勝となった。
教職員を目指して進学した日本体育大学では、首都大学野球リーグで3年秋にベストナイン、
4年春には首位打者（東海大､原辰徳と並ぶリーグ最多安打タイ記録)、ベストナインも受賞した。また大学野球日本代表にも選出された。
2学年上に園川一美、2学年下に有倉雅史がいた。
大学卒業後はNTTに入社し、NTT東京でプレー。30歳の時に迎えた1996年アトランタオリンピックでは日本代表の主将を務める。
一次予選3位通過で不本意な成績に終わるも、決勝トーナメントではチームをまとめアメリカに圧勝して決勝に進出、キューバには惜敗したもののチームは銀メダルに輝いた。
同期の与田剛の他、為永聖一、生田勉、今関勝、池葉一弘 らと同僚であった。
その後も都市対抗野球大会10年連続出場など、東京地区の社会人野球を代表する選手として現役を続けた。
現役引退後はNTT東日本でコーチを務めた、横浜市戸塚区の少年野球チーム「平戸イーグルス」の監督を務めている。
また神奈川県内のケーブルテレビで放送される高校野球中継の解説者も務める。

## 日本代表キャリア
- 第32回IBAFワールドカップ（1994年）
- アトランタオリンピック（1996年）

## 関連情報

### 著書
- 『野球ステップアップシリーズ 走塁編』（2012年/ベースボール・マガジン社）ISBN 9784583104430 ※共著
- 『野球ステップアップシリーズ 守備編〈2〉捕手/外野手』（2012年/ベースボール・マガジン社）ISBN  9784583104478 ※共著